# ジョン・ダール
ジョン・ダール（John Dahl、1956年 - ）は、アメリカ合衆国の映画監督、テレビ監督である。

## 経歴
1989年、『もういちど殺して』で長編映画監督デビューを果たす。1996年、レイ・リオッタ主演の『アンフォゲタブル』を手がける。1998年、マット・デイモンを主演に迎えた『ラウンダーズ』が公開される。

## フィルモグラフィー

### 映画
- もういちど殺して（1989年）
- レッドロック/裏切りの銃弾（1993年）
- 甘い毒（1994年）
- アンフォゲタブル（1996年）
- ラウンダーズ（1998年）
- ロードキラー（2001年）
- グレート・レイド 史上最大の作戦（2005年）

### テレビドラマ
- トゥルーブラッド（2008年 - 2010年）
- ブレイキング・バッド（2009年）
- ヴァンパイア・ダイアリーズ（2009年 - 2013年）
- ARROW/アロー（2012年）
- HOMELAND（2012年）
- フォーリング スカイズ（2012年）
- ジ・アメリカンズ (2013年 - 2014年)
- PERSON of INTEREST 犯罪予知ユニット（2013年）
- ハンニバル（2013年）
- レイ・ドノヴァン ザ・フィクサー（2013年 - 2014年）
- ハンニバル (2014年-2015年)
- ストレイン 沈黙のエクリプス (2014年)
- 倒壊する巨塔－アルカイダと「9.11」への道 (2018年)
- ウォーキング・デッド (2019年)
- イエローストーン (2019年-2020年)